# Kitengela
Kitengela ist eine Stadt des Kajiado County in Kenia. Die Stadt liegt südlich von Nairobi und Nahe Athi River. Kitengela hat eine Einwohnerzahl von 154.436 Einwohnern (Volkszählung von 2019). Die Stadt befindet sich in der Nähe des Nairobi-Nationalparks, wo auch das Kitengela-Wildschutzgebiet liegt. Aufgrund der wachsenden Anzahl an Einwohnern ist die Vielfalt an Wildtieren allerdings am Sinken und Ketengela wird mehr und mehr zu einer Vorstadt von Nairobi.

## Einwohnerentwicklung
Die folgende Übersicht zeigt die Einwohnerzahlen nach dem jeweiligen Gebietsstand.
| Jahr | Einwohner |
| ---- | --------- |
| 2009 | 56.984    |
| 2019 | 154.436   |

## Wirtschaft
Kitengela begann als Ranch der Kitengela-Gruppe, die aus 18.292 Hektar Land und 214 registrierten Mitgliedern bestand und 1988 in Bemühungen der Regierung zur Förderung des privaten Landbesitzes in Weidesystemen unterteilt wurde, mit dem Ziel, die Viehzucht zu intensivieren und zu kommerzialisieren. Nach der Unterteilung der Gruppenfarm haben sich die Zersplitterung des Landes und die Verkäufe in einem stetigen und eskalierenden Tempo fortgesetzt.
Inzwischen lassen sich zunehmend Angehörige der Mittelklasse in Kitengela nieder und der Immobilienmarkt ist am Wachsen.